# Матаруге (Краљево)
Матаруге је насељено место града Краљева у Рашком округу. Према попису из 2022. било је 391 становника.

## Демографија
У насељу Матаруге живи 307 пунолетних становника, а просечна старост становништва износи 40,8 година (40,1 код мушкараца и 41,5 код жена). У насељу има 146 домаћинстава, а просечан број чланова по домаћинству је 2,62.
Ово насеље је великим делом насељено Србима (према попису из 2002. године).
|  |

| Демографија | Демографија | Демографија |
| Година      | Становника  | Становника  |
| ----------- | ----------- | ----------- |
| 1948.       | 497         |             |
| 1953.       | 466         |             |
| 1961.       | 482         |             |
| 1971.       | 454         |             |
| 1981.       | 369         |             |
| 1991.       | 455         | 440         |
| 2002.       | 383         | 387         |

| Етнички састав према попису из 2002.‍ | Етнички састав према попису из 2002.‍ | Етнички састав према попису из 2002.‍ | Етнички састав према попису из 2002.‍ | Етнички састав према попису из 2002.‍ |
| ------------------------------------ | ------------------------------------ | ------------------------------------ | ------------------------------------ | ------------------------------------ |
|                                      |                                      |                                      |                                      |                                      |
| Срби                                 | Срби                                 |                                      | 381                                  | 99,47%                               |
| Хрвати                               | Хрвати                               |                                      | 1                                    | 0,26%                                |
| Македонци                            | Македонци                            |                                      | 1                                    | 0,26%                                |
| непознато                            | непознато                            |                                      | 0                                    | 0,0%                                 |

| Година пописа     | 1948. | 1953. | 1961. | 1971. | 1981. | 1991. | 2002. |
| ----------------- | ----- | ----- | ----- | ----- | ----- | ----- | ----- |
| Број домаћинстава | 98    | 93    | 114   | 114   | 116   | 144   | 146   |

| Број чланова      | 1  | 2  | 3  | 4  | 5 | 6 | 7 | 8 | 9 | 10 и више | Просек |
| ----------------- | -- | -- | -- | -- | - | - | - | - | - | --------- | ------ |
| Број домаћинстава | 30 | 44 | 30 | 36 | 5 | 1 | 0 | 0 | 0 | 0         | 2,62   |

| Пол    | Укупно | Неожењен/Неудата | Ожењен/Удата | Удовац/Удовица | Разведен/Разведена | Непознато |
| ------ | ------ | ---------------- | ------------ | -------------- | ------------------ | --------- |
| Мушки  | 158    | 48               | 97           | 8              | 5                  | 0         |
| Женски | 163    | 30               | 98           | 27             | 8                  | 0         |
| УКУПНО | 321    | 78               | 195          | 35             | 13                 | 0         |

| Пол    | Укупно                    | Пољопривреда, лов и шумарство | Рибарство                            | Вађење руде и камена | Прерађивачка индустрија       |
| ------ | ------------------------- | ----------------------------- | ------------------------------------ | -------------------- | ----------------------------- |
| Мушки  | 86                        | 12                            | 0                                    | 0                    | 20                            |
| Женски | 54                        | 5                             | 0                                    | 0                    | 3                             |
| УКУПНО | 140                       | 17                            | 0                                    | 0                    | 23                            |
| Пол    | Производња и снабдевање   | Грађевинарство                | Трговина                             | Хотели и ресторани   | Саобраћај, складиштење и везе |
| Мушки  | 3                         | 8                             | 15                                   | 2                    | 10                            |
| Женски | 0                         | 0                             | 3                                    | 6                    | 3                             |
| УКУПНО | 3                         | 8                             | 18                                   | 8                    | 13                            |
| Пол    | Финансијско посредовање   | Некретнине                    | Државна управа и одбрана             | Образовање           | Здравствени и социјални рад   |
| Мушки  | 1                         | 3                             | 3                                    | 2                    | 6                             |
| Женски | 1                         | 0                             | 4                                    | 3                    | 24                            |
| УКУПНО | 2                         | 3                             | 7                                    | 5                    | 30                            |
| Пол    | Остале услужне активности | Приватна домаћинства          | Екстериторијалне организације и тела | Непознато            | Непознато                     |
| Мушки  | 1                         | 0                             | 0                                    | 0                    | 0                             |
| Женски | 2                         | 0                             | 0                                    | 0                    | 0                             |
| УКУПНО | 3                         | 0                             | 0                                    | 0                    | 0                             |